# Echinacanthus longipes
Echinacanthus longipes là một loài thực vật có hoa trong họ Ô rô. Loài này được H.S.Lo & D.Fang mô tả khoa học đầu tiên năm 1985.